# Oligocladus patagonicus
Oligocladus patagonicus là một loài thực vật có hoa trong họ Hoa tán. Loài này được Pérez-Mor. mô tả khoa học đầu tiên.